# 音鼓 -OTOKO-
『音鼓 -OTOKO-』（おとこ）は、2012年8月29日にリリースされた風男塾の3rdアルバム。発売元はインペリアルレコード。

## 概要
前作『腐レンズ』から約1年3か月ぶりで、風男塾名義では初のアルバムとなる。タイトルには、風男塾らしく「音」楽で人々を「鼓」舞する、元気にするという意味が込められている。
通常盤と初回限定盤A・Bの3形態で発売。初回限定盤A・Bには、収録内容の異なるDVDが付属している。通常版には、全国ツアー「風男塾乱舞TOUR2012-虹-」のツアーファイナルにて行われたライブレコーディング音源と、同ライブの写真をメインに構成したブックレットが付属している。また、初回限定盤Bのジャケットは漫画家の種村有菜が手掛けている。

## 収録曲
テイチクレコード公式サイト内の紹介ページによる。

### 通常盤
- 全作詞：はなわ（特記以外）

1. 風一揆
  - 作曲：Stephan Elfgren & David Elfgren / 編曲：成田忍

7thシングル。
2. Love Spider
  - 作曲：Angus Costanza & 大智 / 編曲：成田忍

6thシングル。
3. 野良猫マリア
  - 作曲：ミヤハラ信哉 / 編曲：成田忍
4. せーのでドンマイ！
  - 作曲：はなわ / 編曲：成田忍

8thシングルのカップリング曲。日本テレビ系『誰だって波瀾爆笑』エンディングテーマ。
5. 風にのって
  - 作曲：はなわ / 編曲：成田忍

6thシングルのカップリング曲。
6. MOVE / コンサ・ドゥ・ワニーナ
  - 作曲：渡辺和紀 / 編曲：成田忍
7. 飛び立て！フゥレンジャー
  - 作詞：武器屋桃太郎 / 作曲：はなわ / 編曲：成田忍
8. 夢幻のプロキオン
  - 作曲：新屋豊 / 編曲：新屋豊・成田忍

7thシングルのカップリング曲。
9. 棚田米
  - 作曲：Phil Ogden & Bryan Steele / 編曲：成田忍・白神真志朗
10. my home town
  - 作曲：はなわ / 編曲：成田忍

7thシングルのカップリング曲。
11. 信じてゆけ
  - 作詞：竹森マサユキ / 作曲：カラーボトル / 編曲：カラーボトル・成田忍
12. 雨ときどき晴れのち虹
  - 作曲：磯崎健史 / 編曲：成田忍

8thシングル。NHKアニメ『銀河へキックオフ!!』エンディングテーマ。

通常盤ボーナス・トラック
1. 同じ時代に生まれた若者たち (LIVE at Shibuya O-EAST 2012.06.30)
  - 作曲：はなわ
2. いい男 (LIVE at Shibuya O-EAST 2012.06.30)
  - 作曲：はなわ

### DVD
初回限定盤A
1. 全国ツアードキュメント / オフショット「旅姿！風男塾」

初回限定盤B
1. 歌詞選抜 "風" 選挙 全て見せます!!!!!!!!